# Eistauchen

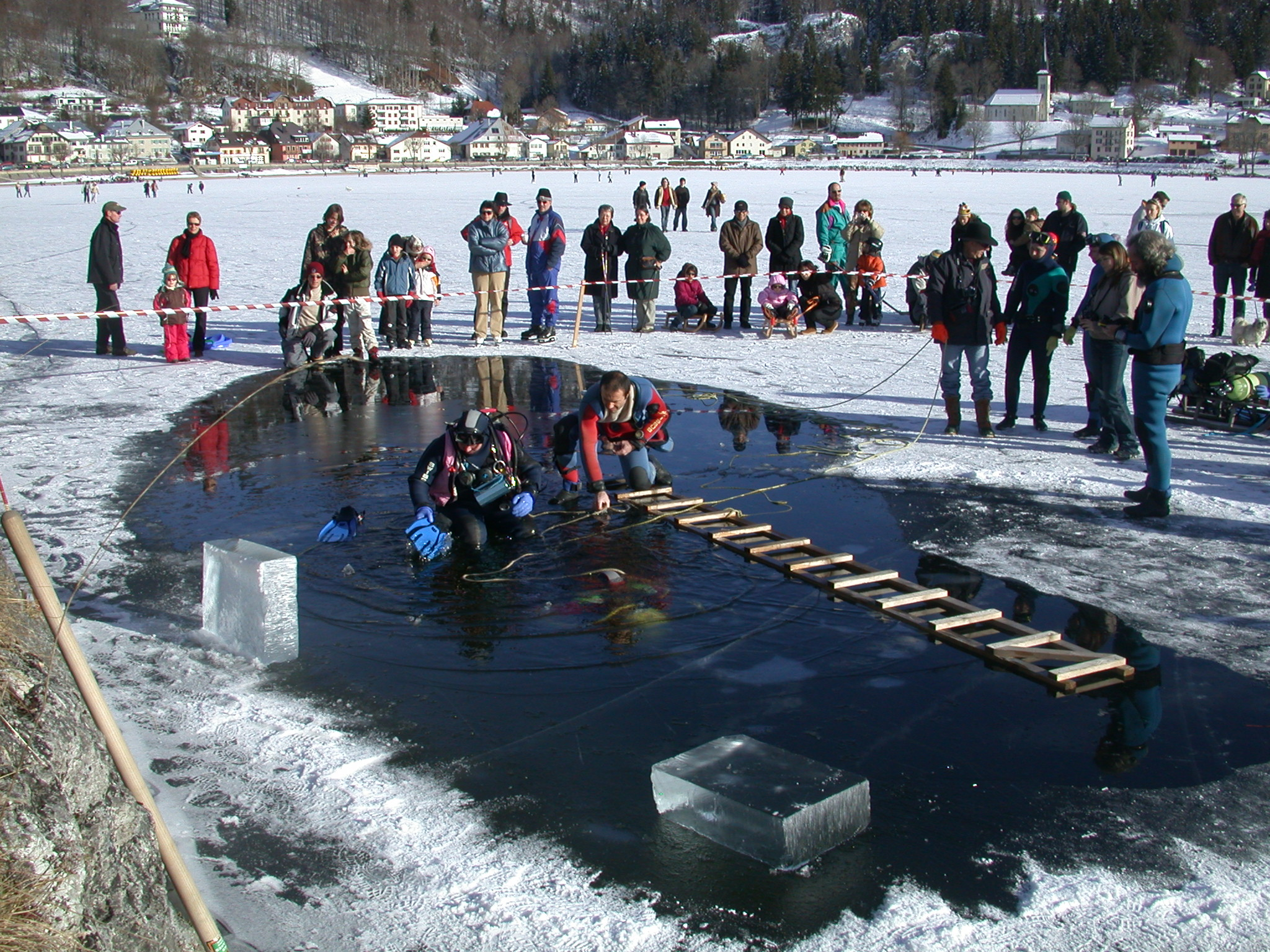
Eistaucher steigen umgeben von Schaulustigen ins Wasser.

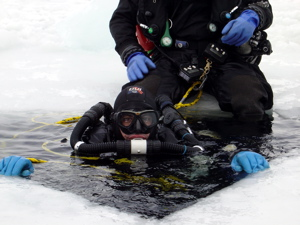
Eistaucher im Trockenanzug und mit Rebreather.

Eistauchen meint das Tauchen mit technischen Hilfsmitteln in einem Gewässer mit zentimeterdicker Eisdecke. Sowohl Geräte- als auch Apnoetaucher praktizieren das Eistauchen. Weil beim Eistauchen die einzige Ein- und Ausstiegsmöglichkeit das in das Eis geschnittene Loch ist, erfordert es spezielle Verfahren und Ausrüstung. Das Eistauchen wird von Sporttauchern in der Freizeit, von Forschungstauchern zu wissenschaftlichen Zwecken und von Einsatztauchern für das Suchen, Retten und Bergen von Personen und Gegenständen sowie von Berufstauchern zur Wartung, Reparatur oder Errichtung von technischen Anlagen ausgeübt.
Ähnlich wie beim Höhlentauchen entsteht die größte Gefahr beim Eistauchen dadurch, dass der Tauchgang nicht einfach durch Auftauchen an die Oberfläche abgebrochen werden kann. Findet der Taucher den Weg nicht rechtzeitig zum Ein- und Ausstiegsloch zurück, so ist er unter dem Eis gefangen. Das Beherrschen der Tarierung ist ein kritischer Faktor für die Sicherheit beim Eistauchen, weshalb Anfängern von dieser Art zu tauchen abgeraten wird. Es wird empfohlen, einen Kurs für das Eistauchen zu absolvieren, bevor man auf eigene Faust Tauchgänge unter dem Eis plant. Eistaucher sind meist mit einer Leine verbunden, deren Ende an der Oberfläche befestigt ist und von einem Begleiter überwacht wird. Durch Wassertemperaturen knapp über (in Süßwasser) oder knapp unter (im Meer) dem Gefrierpunkt ist die Unterkühlung des Tauchers wie auch das Vereisen der Atemregler ein stets drohender Auslöser für tödliche Unfälle. Insbesondere das Apnoetauchen unter dem Eis kann als Extremsport eingestuft werden.

## Gerätetauchen

### Teamsportart

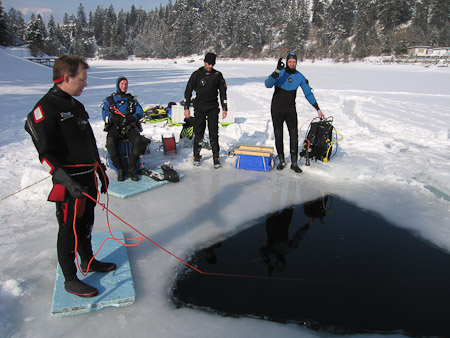
Der Tender (ganz links im Bild) und das Rettungsteam am Einstiegsloch, während ein Buddyteam unter dem Eis taucht.

Ein 4er-Team beim Eistauchen. 4 Personen sind das Minimum für das Eistauchen.
1 = Momentan tauchendes Team (1A = erster Taucher am Seilende; 1B = zweiter Taucher und Seilhandler; 1C = Tender; 1D = erstes Führungsseil [grün] für die Kommunikation, Orientierung und Rettung, ~ 50–100 m lang.)
2 = Rettungstaucher (2A = vollständig ausgerüsteter Standbytaucher; 2D = zweites Führungsseil [orange])
3 = Eisdecke
4 = Eisschrauben, um die Seilenden zu sichern.
5 = Einstiegsöffnung in der Eisdecke.

Ein 6er-Team beim Eistauchen. Das 6er-Team ist sicherer als ein 4er-Team.
1 = Momentan tauchendes Team (1A = erster Taucher am Seilende; 1B = zweiter Taucher und Seilhandler; 1C = Tender; 1D = erstes Führungsseil (grün) für die Kommunikation, Orientierung und Rettung, ~50-100m lang.)
2 = Rettungsteam (2A = vollständig ausgerüsteter Standbytaucher; 2B = vollständig ausgerüsteter Seilhandler für den Standbytaucher; 2C = Standbytender; 2D = zweites Führungsseil [orange])
3 = Eisdecke
4 = Eisschrauben, um die Seilenden zu sichern.
5 = Einstiegsöffnung in der Eisdecke.

Das Eistauchen mit einem Drucklufttauchgerät oder Rebreather ist eine Team-Tauchaktivität, die mindestens vier (besser sechs) Personen erfordert. Als Erstes gibt es ein Buddyteam, das unter dem Eis taucht. Der Tender (engl. für Versorger) steht neben der Ein-/Ausstiegsöffnung und verständigt sich über ein Führungsseil mit dem unter dem Eis befindlichen Team. Ein weiterer Taucher (die vierte Person) steht vollständig ausgerüstet als Rettungstaucher (auch Standby-Taucher oder engl. „standby diver“ genannt) bereit. Als sicherer gilt es jedoch, wenn der Rettungstaucher auch über einen Buddy verfügt und dieses Rettungsteam von einem separaten (Notfall-)Tender überwacht wird, falls er zum Einsatz kommt. Jeder im Team sollte so ausgebildet sein, dass er jede Aufgabe übernehmen kann. Auch die Tender sollten selbst Taucher mit einer abgeschlossenen Spezialausbildung für das Eistauchen sein, damit sie sich jederzeit gedanklich in die Lage der gerade tauchenden Kameraden versetzen können. Nur so kann ein Tender die Sicherheit der Taucher wirklich jederzeit gewährleisten.

### Eisdecke

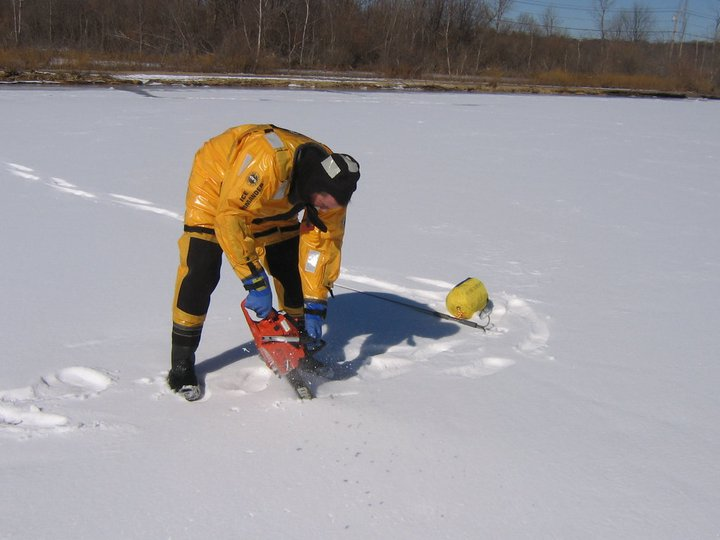
Ausscheiden einer kleinen Sondieröffnung mit einer Motorsäge auf dem Lake Ronconkom, Long Island, USA.

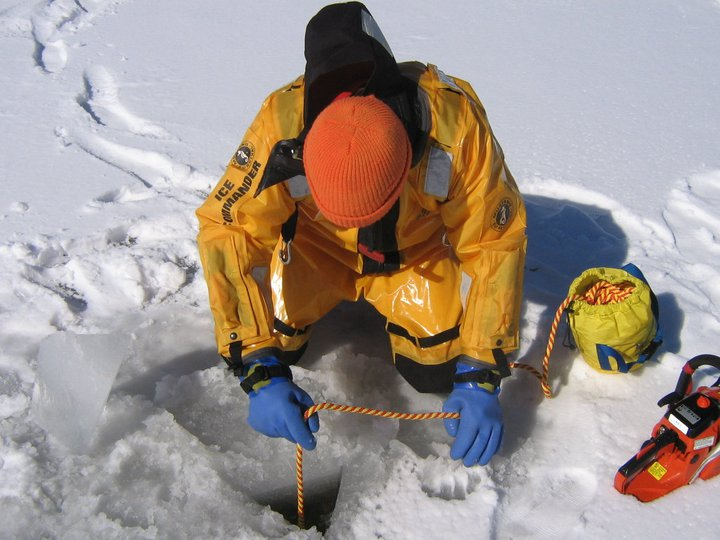
Eisdeckenanalyse an einer kleinen Sondieröffnung auf dem Lake Ronconkom.

Eisdeckenaufbau eines zugefrorenen Gewässers.

Für das Eistauchen muss sichergestellt werden, dass die Eisdecke mehrere Personen tragen kann, selbst wenn sie aufgeschnitten wird. Ab einer Dicke von etwa 10 cm solidem Kerneis (Eis ohne Luft- oder Schneeeinschlüsse) ist das gegeben. Mit einer kleinen Sondieröffnung kann die lokale Kerneisdicke (auch Blaueis genannt) bestimmt werden. Bei Unsicherheiten soll man sich an die Anweisungen der lokalen Behörden halten und sie, falls nicht zugänglich, nötigenfalls erfragen.
Die Tragfähigkeit einer Eisdecke über einem stehenden Gewässer lässt sich mit der sogenannten „Gold-Formel“ (benannt nach Lorne W. Gold), bezogen auf eine Einzellast, abschätzen:
{\displaystyle m=t^{2}\cdot 7{,}03\,\mathrm {\frac {kg}{cm^{2}}} }
oder:
{\displaystyle m=(t+0{,}5\,w)^{2}\cdot 7{,}03\,\mathrm {\frac {kg}{cm^{2}}} }
Bedeutung der Variablen:
- {\displaystyle m} = zulässige Gesamtmasse einer Einzellast [kg/cm²]
- {\displaystyle t} = Dicke des Kerneis [cm]
- {\displaystyle w} = Dicke des weißen Eises [cm]

Daraus lassen sich die folgenden minimalen Kerneisdicken ableiten:
| Kerneisdicke von min.            | Tragfähig für                             |
| -------------------------------- | ----------------------------------------- |
| 8 cm                             | Einzelperson                              |
| 10 cm                            | Personengruppen                           |
| 15 cm                            | Schlittenfahrzeuge                        |
| ab 20 cm                         | PKWs und andere kleinere Straßenfahrzeuge |
| Auf Fließgewässern: 12 bis 20 cm | Betreten der Eisdecke                     |

Deutlich dickeres Eis ist notwendig, falls es sich um Packeis oder um eine Eisdecke über einem fließenden Gewässer handelt.

### Vorbereiten des Tauchplatzes

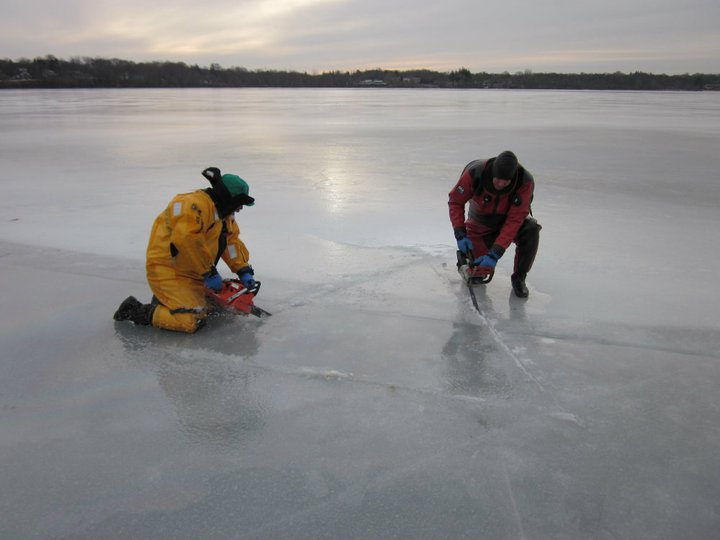
Öffnen der dreieckigen Einstiegsöffnung, um danach unter dem Eis zu tauchen; auf dem Lake Ronconkom.

Für Eistauchen vorbereiteter Tauchplatz.
1 = Schneebedeckte Einsdecke.
2 = Von Schnee befreite „Speichen“ für bessere Orientierung unter dem Eis.
3 = Von Schnee befreiter Arbeitsbereich.
4 = In der Eisdecke ausgeschnittene dreieckige Einstiegsöffnung.
5 = Erstes Führungsseil, vorbereitet für die Taucher.
6 = Zweites Führungsseil, vorbereitet für das Rettungsteam.
7 = Eisschrauben zur Sicherung der losen Seilenden.

Falls auf dem Eis eine Schneedecke liegt, wird diese im Bereich um den Einstieg mit einer Schneeschaufel entfernt. Ein vom Zentrum der geplanten Einstiegsöffnung ausgehendes Sternmuster von Schaufelbahnen wird ebenfalls von Schnee befreit, um später die Orientierung unter dem Eis zu vereinfachen.
Mit einer Eissäge von Hand oder motorisiert mit einer Kettensäge wird eine dreieckige Öffnung von etwa 2 bis 3 Meter ins Eis geschnitten. Um allenfalls letzte noch vorhandene Bruchstellen zu durchtrennen oder unerwünschte Spitzen und scharfe Kanten abzuschlagen, kann eine Axt benutzt werden. Die losen Eisstücke können mit Eiszangen, Eishaken und Stangen neben der Öffnung unter die Eisdecke geschoben werden. Die Führungsseile werden vom Tender neben dem Einstieg so ausgelegt, dass er sie später leicht ausgeben und wieder einholen kann, ohne dass sie sich verknoten oder verheddern. Das Seil für den Rettungstaucher (oder besser das Rettungsteam) wird auf der gegenüberliegenden Seite in gleicher Weise vorbereitet. Die losen Enden beider Seile werden mit einer Eisschraube etwa zwei Meter von der Öffnung entfernt fest im Eis verankert, damit sie dem Tender nicht entrissen werden können.

### Tauchgang unter dem Eis
Am Einstieg werden die Taucher mit einem Knoten oder Karabiner mit dem Seil verbunden. Dabei wird ein Taucher am losen Ende des Seils befestigt und sein Buddy in etwa zwei bis drei Metern Abstand. Als Knoten hat sich ein Palstek bewährt, den man um einen D-Ring des Jackets legt. Alternativ können auch doppelte Halbschläge verwendet oder zusätzlich unter dem Jacket ein Klettergurt eingesetzt werden. Werden Karabiner genutzt, sollten sie die gleichen Anforderungen erfüllen, wie sie beim Klettern gestellt werden. Der Taucher am losen Ende des Seils kann mehr oder weniger frei tauchen. Deshalb übernimmt er normalerweise die Aufgabe der Navigation und Naturbeobachtung oder Unterwasserarbeit. Sein Buddy ist für die sichere Seilführung und die Kommunikation mit dem Tender verantwortlich. Der Tender steht an der Einstiegsöffnung und versucht, das Seil immer so weit gespannt zu halten, dass die Kommunikation durch Zugzeichen jederzeit möglich ist. Der Rettungstaucher (und idealerweise sein eigener Tender) befindet sich während des ganzen Tauchgangs vollständig ausgerüstet neben der Einstiegsöffnung. Nur so kann der Rettungstaucher in einer Notfallsituation innerhalb Sekunden ins Wasser gleiten, um dem tauchenden Buddyteam zur Hilfe zu eilen. Beim Tauchen unter Packeis oder in fließenden Gewässern muss der Tender die Eisbewegung ständig beobachten, um sicherzustellen, dass der Ausstieg nicht plötzlich versperrt wird. Drohen entsprechende Eisverschiebungen, muss er die Taucher umgehend zurückrufen.

### Kommunikation
Das Buddyteam im Wasser kommuniziert – wie beim Tauchen üblich – durch Tauchzeichen miteinander. Falls viel Schnee auf dem Eis liegt, können die Taucherlampen benutzt werden, um Tauchzeichen anzuzeigen.
Der Tender kommuniziert über Zugzeichen am Führungsseil mit den Tauchern. Anders als bei den Tauchzeichen gibt es keine einheitlichen bzw. genormten Ziehsignale beim Eistauchen. Sie können je nach Region und Zweck des Eistauchens unterschiedlich sein. Unter Sporttauchern haben sich die folgenden Signale durchgesetzt:
| Signal (Zug am Seil) | Bedeutung für die Taucher und den Tender                                |
| -------------------- | ----------------------------------------------------------------------- |
| 1-mal                | „Mehr Seil bitte!“                                                      |
| 2-mal                | „OK?“ oder „Alles OK!“                                                  |
| 3-mal und mehr       | „Alarm“, „Notfall“, „Rettung nötig!“ oder „Sofort zurück zum Ausstieg!“ |

Für deutsche Rettungsdienste, Einsatztaucher der Feuerwehr oder deutsche Polizei und die Wasserwacht sieht die DGUV-Regel Nr. 105-002 in Anhang 5 komplexere Ziehsignale vor, als sie Sporttaucher normalerweise nutzen. Der VDST und seine Mitgliedsverbände lehren diese erweiterten Signale auch Sporttauchern im Zusammenhang mit dem Eistauchen:
| Signal (Zug am Seil) | Bedeutung für die Taucher und den Tender                                         |
| -------------------- | -------------------------------------------------------------------------------- |
| 1-mal                | „Alam“, „Notfall“, „Gefahr“, „Rettung nötig!“ oder „Sofort zurück zum Ausstieg!“ |
| 2-mal                | „Nach links tauchen.“                                                            |
| 3-mal                | „Nach rechts tauchen.“                                                           |
| 4-mal                | „Wir kehren um. Kein Notfall.“ oder „Umkehren! Keine Gefahr.“                    |
| 5-mal und mehr       | „OK?“ oder „Alles OK!“                                                           |

Marine- oder Berufstaucher verwenden an ihre Bedürfnisse angepasste Seilsignale, sofern sie nicht über elektronische Unterwasserkommunikationsgeräte verfügen. Ein Beispiel für oberflächenversorgtes Tauchen:
| Signal (Zug am Seil) | vom Leinenführer | vom Taucher          |
| -------------------- | ---------------- | -------------------- |
| 1-mal                | Aufsteigen!      | Ich will aufsteigen. |
| 2-mal                |                  | mehr Luft            |
| 3-mal                |                  | weniger Luft         |
| 4-mal                | freies Signal    | freies Signal        |
| 5-mal und mehr       | OK?              | OK!                  |

Als weitere noch komplexere Möglichkeit kann über das Führungsseil mit Morsecode kommuniziert werden. Dabei werden einzelnen Buchstaben eine Bedeutung zugewiesen. Ein Beispiel der deutschen Marine für Richtungsangaben:
| Signal (Zug am Seil)      | Bedeutung des Morsecode | Bedeutung für die Taucher und den Tender             |
| ------------------------- | ----------------------- | ---------------------------------------------------- |
| Rütteln                   | n/a                     | Ich bin empfangsbereit. / Achtung, ein Signal kommt! |
| lang – kurz               | N                       | geradeaus                                            |
| kurz – lang – kurz        | R                       | nach rechts                                          |
| kurz – lang – kurz – kurz | L                       | nach links                                           |
| lang – lang – kurz        | G                       | OK                                                   |
| lang – lang – kurz – kurz | Z                       | zurück                                               |

### Navigation

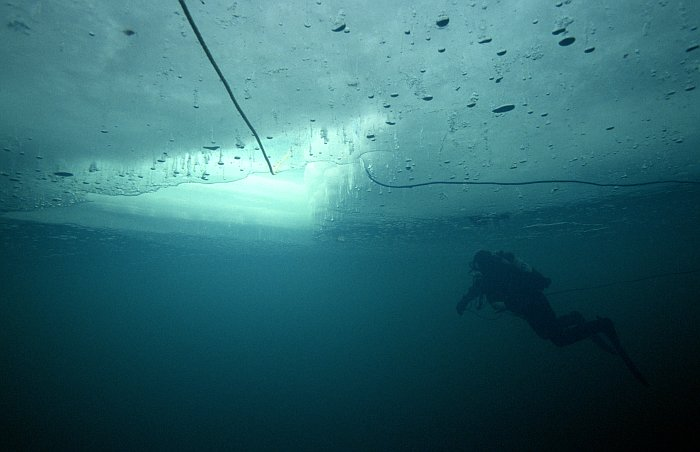
Das Licht des Einstiegs und das Führungsseil helfen bei der Orientierung unter dem Eis.

Beim Tauchen unter Eis kann man leicht die Orientierung verlieren. Liegt viel Schnee auf dem Eis, kann es unter der Eisdecke dunkel sein und das einzige Helle ist der Ausstieg. Das kann die Navigation vereinfachen. Ist das Eis jedoch schwarz, fällt diese Orientierungshilfe weg. Deshalb ist die Führungsleine nicht nur ein Kommunikations- und Sicherungsmittel, sondern auch eine Navigationshilfe. Sie zeigt immer den direkten Weg zum Ausstieg an. Darüber hinaus wird beim Eistauchen, wie beim Tauchen üblich, mit Kompass, Tiefenmesser und einer Uhr sowie dem natürlichen Orientierungssinn navigiert.

### Sicherheit
Während des Tauchens unter dem Eis können die Taucher nicht direkt auftauchen. Sie müssen im Notfall zuerst zur Einstiegsöffnung zurückschwimmen, was wertvolle Zeit kosten kann. Ein direkter Notaufstieg ist unmöglich. Deshalb hat das Tauchen unter Eis einige Gemeinsamkeiten mit dem Höhlen- oder Wracktauchen. Vor allem beim Atemgasmanagement ist dies zu beachten, um jederzeit den Rückweg zur Ausstiegsöffnung mit ausreichend Atemgasvorrat zu erreichen. Weil beim Eistauchen meistens ein freier Aufstieg unter der Einstiegsöffnung gemacht werden muss, ist es unerlässlich, die Tarierung zu beherrschen. Sicherheits- und allfällige Dekompressionsstopps müssen im Freiwasser gemacht werden. Deshalb wird Tauchern mit nur wenig Taucherfahrung vom Eistauchen abgeraten. Eine weitere Gefahr stellt die Kälte dar: Die Kälte kann das Risiko für das Versagen der Tauchausrüstung erhöhen wie auch für das Auftreten einer unverdienten Dekompressionskrankheit (DCS/DCI) begünstigen. „Unverdient“ bedeutet in diesem Zusammenhang, dass sie auftritt, obwohl alle Limits der Dekompressionstabelle oder des Tauchcomputers eingehalten wurden. Deshalb ist es wichtig, dass beim Eistauchen ein geeigneter Kälteschutz getragen wird und der Taucher niemals unterkühlt. Oftmals ist es nicht möglich, die aus dem Einstiegsloch entfernten Eisplatten wieder dorthin zurückzuschieben. Selbst wenn das gelingt, muss das Loch gut sichtbar gekennzeichnet werden, damit niemand hineinstürzt. Es kann mehrere Tage oder sogar Wochen dauern, bis ein solches Loch wieder mit tragfähigem Eis bedeckt ist. Gut geeignet für diese Kennzeichnung ist ein rund um das Loch gespanntes mehrfarbiges Absperrband, das auf dünnen, etwa einen Meter langen Holzpfählen angebracht ist.

### Ausrüstung
Grundsätzlich muss die gesamte Tauchausrüstung kaltwassertauglich sein. Insbesondere nur für tropische Gewässer ausgelegte Atemregler sind ein erhebliches Risiko beim Eistauchen, weil sie bei Wassertemperaturen nahe 0 °C stark zu Vereisung neigen. Kaltwassertaugliche Atemregler sind speziell dafür entwickelt worden, auch bei tiefen Wassertemperaturen nicht zu vereisen. Es wird darüber hinaus dringend empfohlen, in Eiswasser immer mit zwei getrennten ersten Atemreglerstufen zu tauchen. Nur so kann im Notfall ein vereister und deshalb freifließender Atemregler abgedreht werden, ohne jede Redundanz und den gesamten Atemgasvorrat zu verlieren. Nach einem solchen Vorfall sollte der Tauchgang schnellstmöglich beendet und die betroffenen Atemregler sollten durch eine Fachperson revidiert werden. Mehrheitlich wird unter dem Eis mit einem Trockentauchanzug getaucht. Das gebieten die Wassertemperaturen von nur wenigen Grad über 0 °C im Süßwasser. Flüssiges Meerwasser kann sogar bis ca. −2 °C kalt sein. Ein dicker (7 mm und mehr) Nasstauchanzug aus Neopren bietet nur bis zu einer Temperatur von etwa +10 °C eine ausreichende Wärmedämmung und eignet sich deshalb nur für sehr kurze Tauchgänge unterm Eis.
Da das Tauchen unter dem Eis in kalten Klimazonen und meistens im Winter stattfindet, ist in der Regel eine große Menge an Ausrüstung erforderlich. Neben der persönlichen Kleidung, dem Kälteschutz für auf dem Eis, einschließlich Ersatzkleidung und kompletten kaltwassertauglichen Tauchausrüstungen, sind Fahrzeuge oder Boote, allfällige Reserveausrüstungen, Werkzeuge zum Ausschneiden eines Einstiegslochs, Werkzeuge zur Schneeräumung, Seile, Sicherheitsausrüstung, ein Erste-Hilfe-Set mit Notfallsauerstoff und, falls man weitab der Zivilisation taucht, auch Lebensmittel, Zelte oder Biwaks erforderlich. Auch die Tender sollten sich mit einem ausreichenden Kälteschutz ausrüsten. Rund um das Einstiegsloch läuft meist Wasser auf die Oberfläche der Eisdecke, das erst nach einiger Zeit gefriert. Deshalb sollte der Tender wasserfestes Schuhwerk tragen. Die Führungsseile sollten reißfest und aufschwimmend sein. Eine Länge von 50 bis 100 Meter ist ideal. Das Seil des Rettungstauchers muss dieselbe Länge und Qualität aufweisen wie das des Buddyteams unter dem Eis. Hilfreich sind unterschiedlich gefärbte Seile, die Taucher als auch Tender leichter auseinanderhalten können. Dauern die Tauchgänge länger und/oder sind viele Tauchgänge hintereinander geplant, so kann es sinnvoll sein, einen provisorischen und wetterfesten Unterstand rund um den Einstieg zu errichten. Bei länger dauernden Unterwasserarbeiten ist es zudem sinnvoll, eine Einsatzzentrale neben dem Eisloch zu errichten.

#### Normalerweise benötigte Ausrüstung
Zum Eistauchen braucht man in der Regel:
- einen Tauchanzug, am besten ist ein Trockentauchanzug; er verringert das Risiko der Unterkühlung;
- zwei komplette, unabhängige, kaltwassertaugliche Atemregler,
- eine Druckluftflasche mit Doppelabgang (getrennt absperrbar), besser sind zwei komplett getrennte Atemsysteme (2 Flaschen mit jeweils einem Atemregler);
- ein aufschwimmendes Tauchseil (reißfest, 50–100 m);
- einen Sicherungstaucher mit einem Seil, das mindestens genau so lang sein muss wie das der Tauchgruppe; bereits wenige Meter entfernt hat man ohne Sicherungsseil unter Umständen keine Möglichkeit mehr, das Einstiegsloch wiederzufinden;
- einen oder zwei Tender, der das Seil der Tauchgruppe führt und über dieses mit der Gruppe kommuniziert;
- eine Säge, Axt etc., um den See umweltfreundlich zu öffnen. Eine Motorsäge sollte ohne Kettenöl verwendet werden.

#### Oberflächenversorgtes Tauchen
Berufstaucher oder Offshore-Taucher tauchen nicht selten mit oberflächenversorgten Tauchgeräten. In den meisten Fällen werden oberflächenversorgte Taucherhelme und Vollgesichtsmasken nicht kalt genug, damit eine Vereisung entstehen kann. Das von der Oberfläche herunter gepumpte Atemgasgemisch transportiert auch Wärme, die während des Eistauchens meistens über der Wassertemperatur liegt und deshalb das Tauchgerät erwärmt. Muss der oberflächenversorgte Taucher in einem Notfall auf ein Bailout-System zurückgreifen, sind die Probleme identisch mit denen eines autarken Drucklufttauchgeräts, und zwar trotz der oftmals in Tauchhelme verbauten Wärmetauscher. Eine weitere Gefahr stellt die Vereisung von Teilen des an der Oberfläche eingesetzten Kompressors-Systems dar. Während ein Kompressor meistens mehr als genug Wärme erzeugt, um eine Vereisung während des Betriebes zu verhindern, gilt dies für Standflaschen nicht. Standflaschen, die als Zwischenspeicher genutzt werden, neigen bei tiefen Temperaturen und schnellen Entnahmen leicht zur Ventilvereisungen am oder im Flaschenventil. Vereisungen in einem oberflächenversorgten System können durch den Einsatz eines effektiven Wasserabscheiders und regelmäßiges Ablassen des Kondensats verhindert werden. Weil absolut trockene Luft essenziell ist, um Vereisungen vermeiden, ist auch ein Filtersystem zu wählen, welches auch bei tiefen Minustemperaturen zuverlässig arbeitet, was lange nicht auf jeden Filter zutrifft. Einzelne Komponenten eines noch nicht warm gelaufenen Kompressors können trotz aller Vorkehrungen vereisen. Insbesondere die Wasserabscheider und Filter müssen aufgetaut sein, bevor ein Kompressor gestartet wird.

### Umwelt
Insbesondere im winterlichen Gebirge oder in der arktischen Klimazone reagieren viele Lebewesen sehr empfindlich auf jede Störung. Schon beim Zugang zum Gewässer ist deshalb darauf zu achten, dass beim Eistauchen keine Tiere aufgeschreckt oder Pflanzen beschädigt werden. Auf dem arktischen Meereis muss damit gerechnet werden, dass z. B. Robben oder Eisbären ihre Geburtshöhlen im Eis oder Schnee einrichten. In der Nähe solcher und ähnlicher Aufenthaltsorte von Wildtieren sollte die natürliche Eisdecke nicht aufgeschnitten werden. Es ist eine besser geeignete Stelle für den Einstieg zu suchen. Das Risiko eines Angriffs durch Raubtiere oder andere aggressive Wildtiere muss sowohl im Gebirge als auch in der Arktis immer berücksichtigt werden. Eisbären, Walrosse und Seeleoparden stellen ein potenzielle Gefahren sowohl auf dem Eis als auch im Wasser dar. Nötigenfalls sind bewaffnete Wachen in der Nähe des Einstiegs zu postieren, die im Notfall Wildtiere neutralisieren können. Der Tender und Rettungstaucher sollten diese Aufgabe nicht zusätzlich übernehmen, damit sie sich ausschließlich auf die taucherische Sicherheit konzentrieren können. Um eine Gewässerverschmutzung in den sehr sensiblen Ökosystemen, in denen das Eistauchen oftmals stattfindet, zu vermeiden, sollte man darauf achten, dass für die Kettensägen, mit den die Eisdecke geöffnet wird, kein gewässerschädliches Öl verwendet wird. Idealerweise wird lebensmitteltaugliches Schmieröl benutzt.

### Ausbildung
Weil sich das Eistauchen in vielen Punkten vom gewöhnlichen Sport- und technischen Tauchen unterscheidet, wird dringend empfohlen, einen Spezialkurs zu absolvieren, bevor man auf eigene Faust Tauchgänge unter dem Eis plant. Es gibt beim Eistauchen einige Punkte zu beachten, die ohne fachkundige Instruktionen nicht einfach zu erkennen sind. Ein Eistaucherkurs beinhaltet normalerweise die folgenden theoretischen Inhalte:
- Physik von Eis auf flüssigem Wasser
- Beurteilung der Eisdecke
- Benötigte Ausrüstung
- Vorbereitung des Tauchplatzes
- Aufgabenaufteilung im Team
- Tauchgangplanung
- Briefing
- Kommunikation über die Führungsleine
- Sicherheitsvorausplanung
- Maßnahmen zur Verhinderung von Hypothermie
- Notfallmanagement
- Umweltschutz und Gefahren durch Wildtiere

Im praktischen Teil des Kurses nimmt jeder Taucher mindestens einmal jede Funktion im Team ein. Das bedeutet, dass er einen Tauchgang am Ende des Führungsseils als Navigator und einen Tauchgang als Führungsseiltaucher an zweiter Position macht. Daneben übernimmt jeder einmal die Funktion als Tender und einmal als Rettungstaucher. Die Trockentauchausbildung ist nicht Teil der Eistauchausbildung. Diese Ausbildung sollte vorher erfolgen, damit der Taucher bereits sicher mit dem Trockentauchanzug tarieren kann, wenn er unter dem Eis taucht. Unter anderem bieten die folgenden Tauchorganisationen Spezialkurse und Brevetierungen für das Eistauchen an:
| Tauchorganisation                         | Bezeichnung der Ausbildung und Brevetierung | Voraussetzungen                                                      |
| ----------------------------------------- | ------------------------------------------- | -------------------------------------------------------------------- |
| BSAC                                      | Ice Diving                                  | BSAC Sport Diver oder äquivalent                                     |
| CMAS (VDST und andere CMAS-Unterverbände) | Ice Diver                                   | CMAS ** (zwei-Stern) oder äquivalent                                 |
| NAUI                                      | Technical Ice Diver                         | NAUI Technical Diving oder äquivalent                                |
| PADI                                      | Ice Diver                                   | PADI Advanced Open Water Diver oder äquivalent                       |
| SSI                                       | Ice Diving                                  | SSI Open Water Diver                                                 |
| SDI/TDI                                   | SDI Ice Diver                               | SDI Open Water Scuba Diver oder äquivalent                           |
| VDTL                                      | Eistauchen                                  | VDTL Silber, VDTL ** (zwei-Stern), VDLT Master Diver oder äquivalent |

Für Berufstaucher, Einsatztaucher oder wissenschaftliche Taucher gibt es weiterführende Ausbildungen, die sich mit dem Eistauchen beschäftigen.

## Apnoetauchen

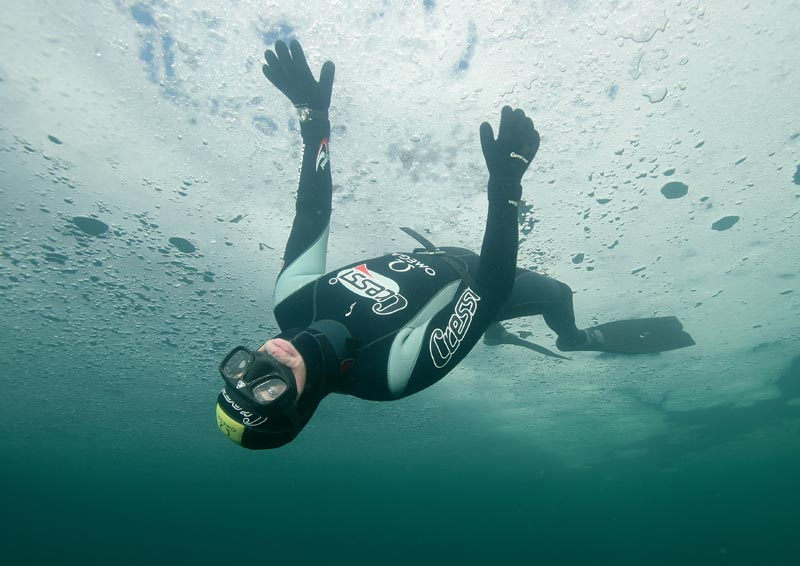
Ein Apnoetaucher unter dem Eis.

### Unterwassereishockey
Unterwassereishockey ist eine Eishockey-Variante, die Apnoetaucher an der Unterseite der Eisdecke spielen.